# Knoppflaska

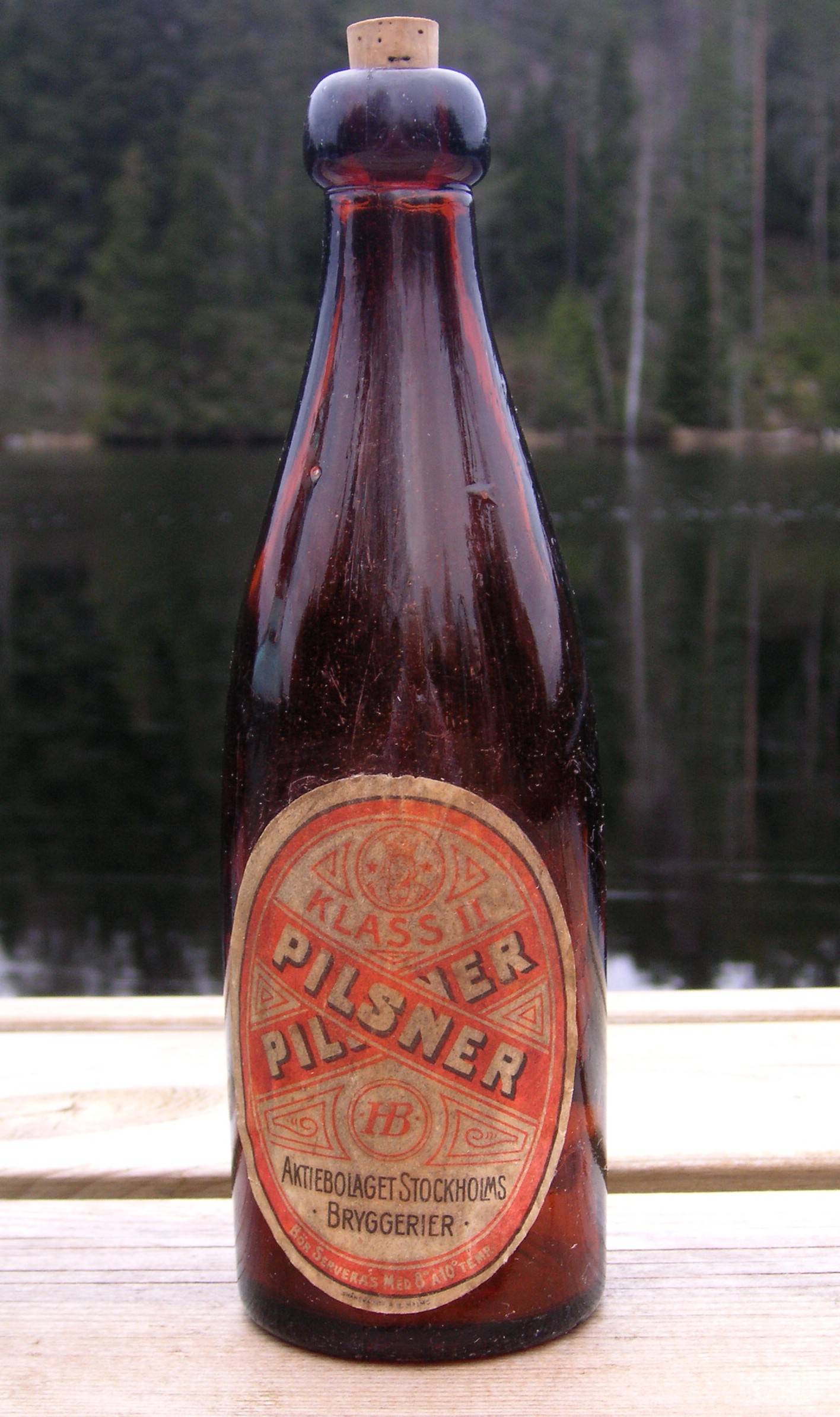
En "knoppflaska" från Hamburgerbryggeriet.

Knoppflaska, knoppölflaska, Stockholmsflaskan, pilsnerflaskan eller den svenska ölflaskan av glas var en pantbar returglasflaska, och möjligen världens första standardflaska.
Långt in på 1800-talet distribuerades och såldes öl huvudsakligen i lösvikt på kaggar och träfat. Med ölbryggeriernas expansion under 1800-talets senare del slog ölflaskan av glas igenom. Innan den enhetliga flaskmodellen infördes på 1880-talet fanns det en mängd olika modeller, de kunde likna rhenvinsflaskor eller bourgogneflaskor, även stenkrus från Höganäs användes.
För att kunna nyttja maskinella tappningsanordningar uppstod behovet av en enhetlig flaska, som kunde användas av alla bryggerier i landet och som kunde återanvändas gång på gång. Den nya ölflaskan konstruerades av bryggaren Anders Bjurholm och korkfabrikanten Emil Boethius och antogs 1884 av Stockholms bryggareförening som standardflaska. Stockholmsflaskan, som den också kallades, blev då världens första standardflaska. 1886 antogs den av branschorganisationen Svenska Bryggareföreningen och därmed av bryggarna även i övriga delar av Sverige. Den tillverkades i tre olika volymer, 2/3, 1/3 och 1/6 liter, de kallades helan, halvan och kvarten. Glasen märktes med glasbrukens signatur, H stod för Hammar, L för Liljedahl, Å för Årnäs, * för Surte och S för Sunds glasbruk och så vidare.
Flaskorna blåstes till en början i form, och regalinen formades efteråt med regalinsax. Efterhand övergick man dock till maskinblåsning, 1920 vid Surte glasbruk, 1921 vid Hammars glasbruk, 1925 vid Årnäs och Limmared. 1926 hade alla glasbruk med munblåsta ölflaskor lagt ned sin verksamhet.
Flaskan hade en kraftig glassvulst högst upp (därav namnet knoppflaska) och förslöts med en kork. Förslutningen med kork var dock inte helt pålitlig, korken kunde skjutas ut om innehållet blev för varmt och därför ersattes korken i början av 1932 med en kapsyl av aluminium. Samtidigt försvann även den knoppformade mynningen. På 1930-talet kom den kvadratiska ölbacken av trä med plats för 25 flaskor (och ersatte då de äldre hel- och halvbackarna om 50 respektive 25 flaskor) och 1949 ersattes den kraftigare flaskan med glasbruksmärkning på bröstet av den modernare lättviktsflaskan.